# Matts Arnberg (violinist)
Matts Johan Arnberg, född 8 februari 1954 i Floda socken, Dalarna, är en svensk musiker (fiol).
Arnberg är violinist i Kungliga Filharmonikerna. Han är född och uppvuxen i Dala-Floda och började spela i kommunala musikskolan och blev tidigt intresserad av bygdens folkmusik. Han studerade vid Musikkonservatoriet Falun, Kungliga Musikhögskolan i Stockholm samt i London. Matts Arnberg spelar också folkmusik och undervisar vid musikskolan Lilla Akademien i Stockholm.